# Староатайське сільське поселення
Староата́йське сільське поселення (рос. Староатайское сельское поселение) — муніципальне утворення у складі Красночетайського району Чувашії, Росія. Адміністративний центр — присілок Старі Атаї.

## Населення
Населення — 887 осіб (2019, 1228 у 2010, 1550 у 2002).

## Склад
До складу поселення входять такі населені пункти:
| Населений пункт       | Населення, осіб (2002) | Населення, осіб (2010) |
| --------------------- | ---------------------- | ---------------------- |
| Акташі, присілок      | 94                     | 49                     |
| Кошлауші, присілок    | 80                     | 67                     |
| Кузнечна, присілок    | 206                    | 170                    |
| Нові Атаї, присілок   | 273                    | 220                    |
| Руські Атаї, присілок | 197                    | 184                    |
| Старі Атаї, присілок  | 382                    | 312                    |
| Чербай, присілок      | 111                    | 77                     |
| Ямани, присілок       | 207                    | 149                    |